# Talal Jebreen
Talal Jebreen (ur. 25 września 1973 roku) – saudyjski piłkarz występujący na pozycji pomocnika. 

## Kariera klubowa
Talal Jebreen podczas kariery piłkarskiej występował w klubie Al-Riyadh.

## Kariera reprezentacyjna
Talal Jebreen występował w reprezentacji Arabii Saudyjskiej w latach dziewięćdziesiątych.
W 1994 roku uczestniczył w Mistrzostwach Świata 1994. Na turnieju finałowym w USA wystąpił w trzech meczach grupowych z reprezentacją Belgii, reprezentacją Maroka i reprezentacją Holandii.